# Gemeinde Mislinja

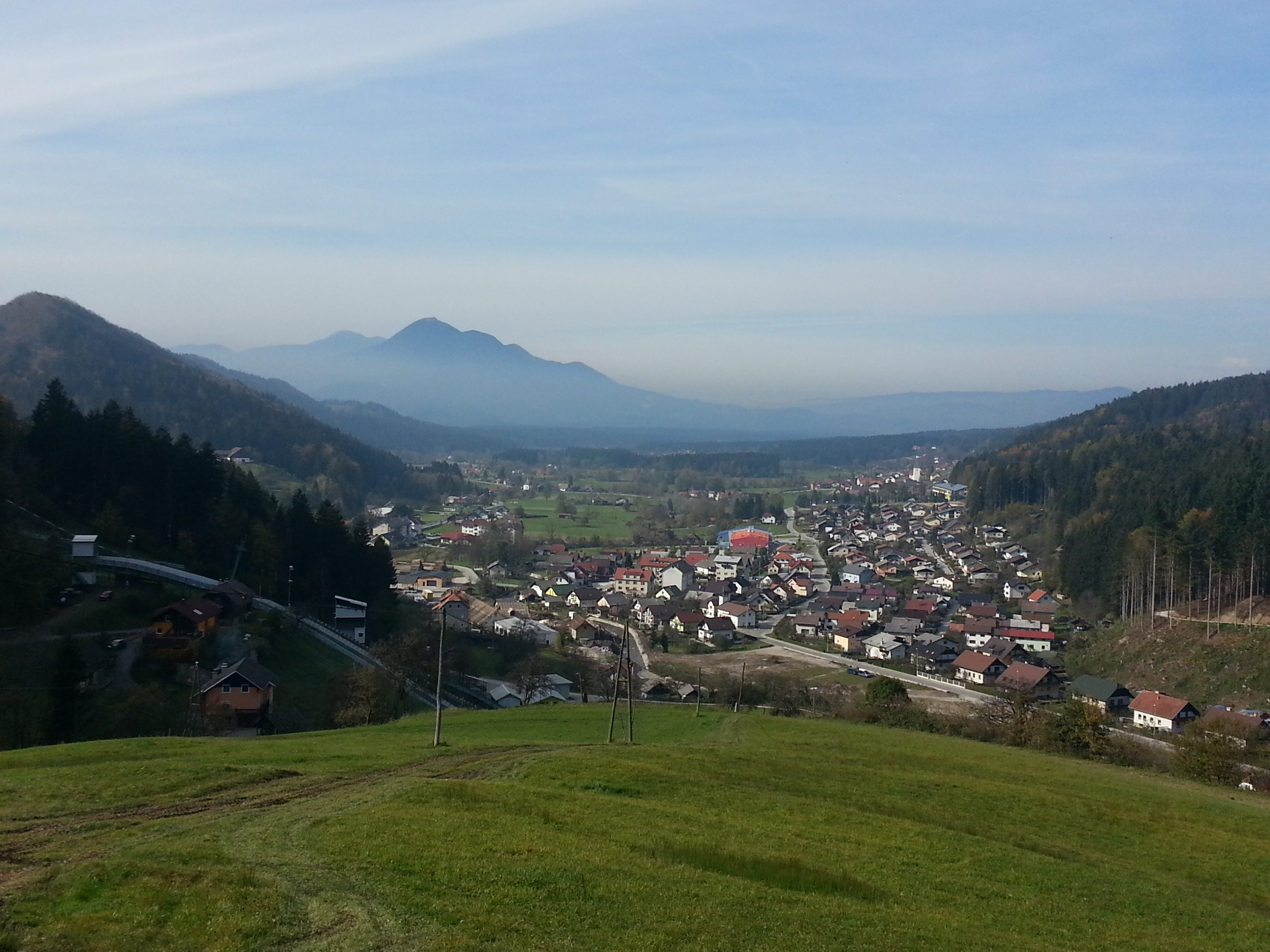
Blick auf das Dorf Mislinja

Die Gemeinde Mislinja (deutsch: Missling) ist eine Gemeinde in Slowenien. Sie liegt in der historischen Landschaft Spodnja Štajerska (Untersteiermark), heute Region Koroška (Unterkärnten). Hauptort und Verwaltungssitz ist die Ortschaft Mislinja.

## Lage
Mislinja liegt im oberen Mislinjatal (Misslingtal) an der Kreuzung des Pohorje (Bacherngebirge) und der Karawanken (Karavanke) zwischen den Gemeinden Velenje und Slovenj Gradec. Es ist zugleich die südlichste Gemeinde der Region Koroška. Das Dorf Mislinja liegt auf 598 m. ü. A., im Norden der Gemeinde liegt der Črni vrh (Schwarzkogel), mit 1543 m der höchste Berg des Pohorje und die höchste Erhebung der Gemeinde. Das Gemeindegebiet wird ab Srednji Dolič von der Paka durchflossen, die südlich von Gornji Dolič die Grenze zum Gemeindegebiet von Velenje bildet.

## Ortschaften
Die Gemeinde umfasst elf Ortschaften. Die deutschen Exonyme in den Klammern wurden bis zum Abtreten des Gebietes an das Königreich der Serben, Kroaten und Slowenen im Jahr 1918 vorwiegend von der deutschsprachigen Bevölkerung verwendet und sind heutzutage größtenteils unüblich.
- Dovže (Dousche)
- Gornji Dolič (Oberdollitsch)
- Kozjak (Kosiak)
- Mala Mislinja
- Mislinja (Missling)
- Paka1 (Pak)
- Razborca (Rasworza)
- Srednji Dolič
- Šentilj pod Turjakom (Sankt Ilgen)
- Tolsti Vrh pri Mislinji
- Završe (Sauersche)

1 Paka gehört nur teilweise zur Gemeinde Mislinja, die Gemeinde Vitanje umfasst einen weiteren Teil.

## Sehenswürdigkeiten
- Štrekna: Radweg auf einem aufgelassenen Abschnitt der Lavanttalbahn
- Ausflugsziele rund um Mislinja[6]

## Nachbargemeinden
| Slovenj Gradec | Ribnica na Pohorju                          | Lovrenc na Pohorju |
| Slovenj Gradec | Kompassrose, die auf Nachbargemeinden zeigt | Zreče              |
| Velenje        | Dobrna                                      | Vitanje            |

## Geschichte
Mislinja wurde erstmals 1335 und 1404 in schriftlichen Quellen als Misling (und 1460 als Missling) erwähnt. Der Name leitet sich von einem früheren Hydronym ab, *Myslin'a (voda), wörtlich „Myslin's - Eigennamen - Bach“. Im lokalen Dialekt ist die Siedlung auch als Mislinje bekannt. Die Siedlung war früher auf Deutsch als Missling bekannt.
Im Mittelalter waren in den umliegenden Dörfern Grenzposten zwischen Kärnten und der Steiermark stationiert. Der Weiler Straže (wörtlich „Wächter“) im Nordwesten spiegelt diese Geschichte wider. Von 1724 bis 1899 waren in der Nähe von Mislinja ein Hochofen in Betrieb, was sich im Namen des Weilers Plavž (wörtlich „Hochofen“) widerspiegelt. Das Eisenerz für den Ofen wurde aus Vitanje und Šoštanj transportiert. Das Roheisen wurden in Hammerwerken zu Schmiedprodukten (Äxte, Sägen, Pflüge u. a.) verarbeitet.
Im 18. und 19. Jahrhundert gab es in Mislinja umfangreiche Fuhrbetriebe und von 1796 bis 1860 im Weiler Glažuta (wörtlich „Glashütte“) eine Glasfabrik.
Um das Jahr 1900 wurde das Eisenwerk Missling wegen mangelnder Rentabilität eingestellt und man verlegte sich auf die Forstwirtschaft. Eine Pappendeckelfabrik, eine Fässerwerkstatt, einige Sägereien und auch ein Kraftwerk für den Selbstverbrauch entstanden. Es wurde auch eine 9,4 km-lange nach Mislinjski jarek gebaut. Der Gutsbesitzer Arthur Perger (1852–1930) baute 1902 nordöstlich der Siedlung eine 9 km lange Schmalspurbahn durch die Mislinja-Schlucht. Zu jener Zeit war sie die einzige derartige Waldeisenbahn im Mitteleuropa. Sie war bis 1956 in Betrieb.
Während des Zweiten Weltkriegs wurde das Gebiet von Mislinja von Deutschland annektiert. Im Januar 1942 kam es zu groß angelegten Verhaftungen und einige Einwohner von Mislinja flohen nach Unterkrain. In der Gegend gab es umfangreiche Partisanenaktivitäten. Im Križnik-Wald wurde im Mai 1944 ein Bunker zur Versorgung und Lagerung verwundeter Partisanen errichtet. Das Partisanen-Feldlazarett Pomlad wurde im Dezember 1944 nach der Zerstörung des Feldlazaretts Zaklon errichtet.
Auf dem Gebiet der Gemeinde wurden 16 Massengräber aus der Zeit nach dem Zweiten Weltkrieg gefunden.
Die Gemeinde Mislinja existierte während des österreichischen Kaiserreichs, während der Zeit des Königreichs Jugoslawien und auch während der Zeit der Bundesrepublik Jugoslawien bis 1955. Zu dieser Zeit wurden in Jugoslawien viele große Gemeinden gebildet und Mislinja wurde ein Teil der Gemeinde Slovenj Gradec. 1995 wurde sie wieder eine selbständige Gemeinde.